# Cybocephalus diadematus
Cybocephalus diadematus là một loài bọ cánh cứng trong họ Cybocephalidae. Loài này được Chevrolat miêu tả khoa học năm 1861.